# Michael Wieck
Michael Wieck (geboren am 19. Juli 1928 in Königsberg; gestorben am 27. Februar 2021 in Stuttgart) war ein deutscher Violinist und Autor.

## Leben und Wirken
Michael Wieck wurde in Königsberg als Sohn der Musiker Kurt Wieck und Hedwig Wieck-Hulisch geboren. Seine Eltern waren die Begründer des bekannten Königsberger Streichquartetts. Wieck war ein entfernter Verwandter Clara Schumanns. Der Vater Kurt Wieck erhielt einige Zeit Violinunterricht bei Joseph Joachim, der im Hause Bernhard Wieck, dem Großvater von Michael, in Berlin-Grunewald verkehrte. Als Kind einer jüdischen Mutter und im jüdischen Glauben erzogen, bekam Michael Wieck als „Geltungsjude“ schon früh die Verfolgung durch den Nationalsozialismus zu spüren. Dennoch gelang es ihm, in Königsberg auch nach der britischen Bombardierung im August 1944, unter mehrmonatiger Belagerung der Stadt bis zur Einnahme durch die Rote Armee im April 1945 und unter deren Besatzung zu überleben. Als Deutscher wurde er vom NKWD zeitweise im Internierungslager Rothenstein interniert, von ihm als „KZ Rothenstein“ geschildert. Erst nach drei Jahren erhielt er mit seinen Eltern eine Ausreisegenehmigung. Nach der Ankunft in Deutschland trennte sich der Vater von der Familie.
Michael Wieck gelang die Flucht aus dem Quarantänelager Kirchmöser in der SBZ nach West-Berlin. Mutter und Sohn lebten dann dort, Wieck begann am Konservatorium ein Musikstudium. Von 1952 bis 1961 spielte er die erste Violine im RIAS-Sinfonie-Orchester Berlin unter Ferenc Fricsay. Im Kammerorchester Berlin war er zweiter Konzertmeister.
1950 heiratete Wieck seine erste Frau Hildegard. Sein Schwiegervater war im sowjetischen Speziallager Buchenwald interniert gewesen. Aus der Ehe gingen vier Kinder hervor. 1956 sondierte Wieck auf einem Israel-Besuch, ob dieses Land für ihn und seine Familie mit christlicher Ehefrau Heimat werden könnte. Wegen der „Intoleranz der orthodoxen Juden“ kam das aber für ihn nicht in Frage.
1961 wanderte Wieck mit seiner Familie nach Neuseeland aus. Ein Grund war die Abriegelung West-Berlins durch die Mauer im gleichen Jahr. Wieck war sieben Jahre lang Senior Lecturer für Violine an der Universität Auckland. Er bekannte, dass er „in Neuseeland vergeblich nach einer neuen Heimat gesucht“ habe. „Die Wurzeln unseres Seins ließen sich nicht aus dem deutschen Grund herausreißen.“
Nach seiner Rückkehr war Wieck Erster Konzertmeister des Stuttgarter Kammerorchesters unter dem Dirigenten Karl Münchinger sowie von 1974 bis zur Pensionierung 1992 Erster Geiger im Radio-Symphonie-Orchester Stuttgart, dessen Orchestervorstand er zugleich angehörte.
2005 heiratete Wieck seine zweite Frau Miriam Röhm-Wieck.
Im Jahr 1989 brachte Wieck sein Buch Zeugnis vom Untergang Königsbergs – Ein Geltungsjude berichtet heraus, versehen mit einem Vorwort von Siegfried Lenz. Noch im gleichen Jahr erhielt er die Andreas Gryphius Ehrengabe.
Die Schauspielerin Dorothea Wieck war eine Cousine von Michael Wieck.

## Ehrungen
- Otto-Hirsch-Medaille im Februar 2005 durch den Stuttgarter Oberbürgermeister verliehen
- Bundesverdienstkreuz am Bande im November 2016 auf Vorschlag des Ministerpräsidenten von Baden-Württemberg vom Bundespräsidenten verliehen und durch den Stuttgarter Oberbürgermeister überreicht

## Werke
- Zeugnis vom Untergang Königsbergs. Ein Geltungsjude berichtet. Vorwort Siegfried Lenz. Beck, München 2005, ISBN 3-406-51115-5. 2. Auflage 2009. ISBN 978-3-406-59599-8.
- Ewiger Krieg oder ewiger Friede? Haag + Herchen 2008, ISBN 978-3-89846-508-3.
- mit Jörn Pekrul: Die Synagogen und das jüdische Leben in Königsberg. Königsberger Bürgerbrief 93 (2019), S. 37–43.
- Martin Bergau: Der Junge von der Bernsteinküste : erlebte Zeitgeschichte 1938 - 1948. Mit einem Vorwort von Michael Wieck und mit Dokumenten über die jüdischen Todesmärsche 1945. Heidelberg : Heidelberger Verlags-Anstalt, 1994